# Sérgio Vaz

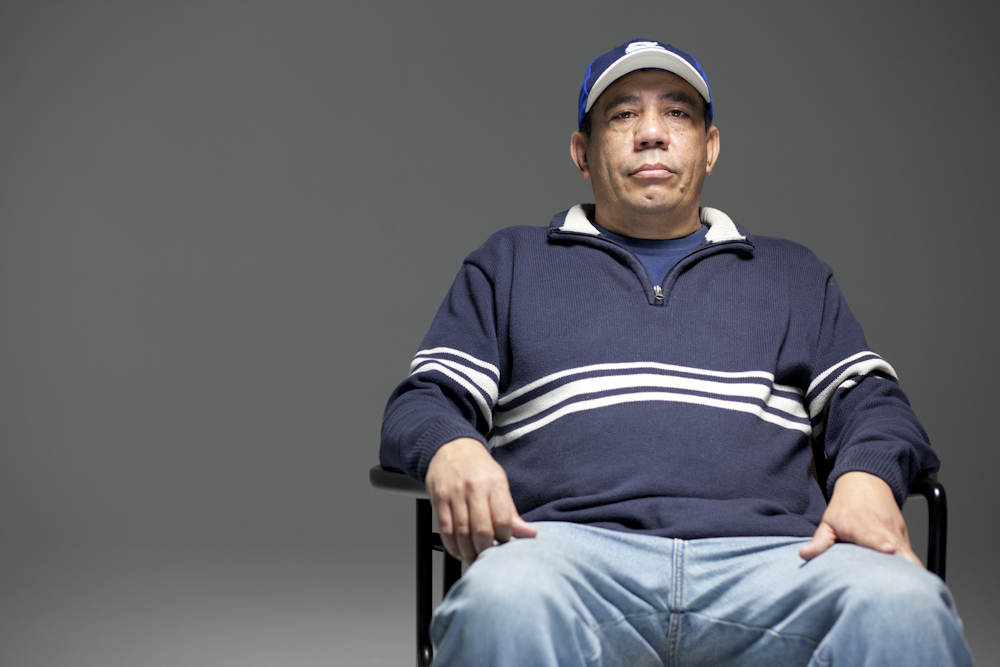
Sérgio Vaz bei einem Interview zur Kulturproduktion in Brasilien. (27. Mai 2010)

Sérgio Vaz (* 26. Juni 1964 in Ladainha, Minas Gerais) ist ein brasilianischer Dichter und Kulturvermittler.

## Leben
Sérgio Vaz wurde in der Kleinstadt Ladainha in dem im Südosten Brasiliens gelegenen Bundesstaat Minas Gerais geboren. Als er fünf Jahre alt war, zog seine Familie nach São Paulo. Später ließ er sich im südlichen Vorort Taboão da Serra nieder. Dort gründete er im Jahr 2000 das „Kollektiv Cooperifa“ (Cooperativa Cultural da Periferia). Er wandelte eine Bar in ein Kulturzentrum um und initiierte dort die „Sarau“ (brasilianisch für Soirées), welche der Bevölkerung fernab von jeglichem Kulturangebot vor Ort eine Plattform gaben, wöchentlich vor über 400 Menschen eigene Texte vorzutragen und zu hören.
Er organisierte 2007 die „Semana de Arte Moderna da Periferia“, inspiriert von der Semana de Arte Moderna von 1922. Neben andern Events, wie der „Chuva de Livros“ (Bücherregen) z. B. die „Poesie in der Luft“ (Papiere mit Gedichten wurden an Luftballonen fliegen gelassen), oder die „Ajoelhaço“ (am internationalen Frauentag knien Männer auf der Straße). Auch koordinierte er während 2 Jahren das Projekt „Poesie gegen Gewalt“, das in den öffentlichen Schulen der Vororten von São Paulo durchgeführt wurde.
Sérgio Vaz wurde 2009 von der Zeitschrift Época als einer der 100 einflussreichsten Brasilianer genannt. Seine ersten Bücher erschienen in kleinen, unabhängigen Verlagen, seit 2007 publiziert er beim Verlag Global, São Paulo. Sérgio Vaz war 2013 Gast der Woche der marginalen Literatur (in Berlin, Hamburg und Köln).
Im Gedicht Os Miseráveis (Die Elenden) vergleicht er die hypothetische Lebensgeschichte eines armen und eines reichen Brasilianers. Darin zeigt sich seine nüchterne Analyse der Ursachen sozialer Ungleichheit. Der Titel ist eine Hommage an Les Misérables von Victor Hugo.

## Werke
- 1988 – Subindo a ladeira mora a noite (Die Besteigung des Hügels spät in der Nacht)
- 1991 – A margem do vento (An der Grenze des Windes)
- 1994 – Pensamentos vadios (Streunende Gedanken)
- 2005 – A poesia dos deuses inferiores (Die Poesie der niederen Götter)
- 2007 – Colecionador de Pedras (Global) (Der Steinsammler) ISBN 978-85-260-1222-6
- 2008 – Cooperifa – Antropofagia Periférica (independente) ISBN 978-85-7820-006-0
- 2011 – Literatura, pão e poesia (Global) (Literatur, Brot und Poesie) ISBN 978-85-260-1578-4
- 2016 – Flores de Alvenaria (Global) (Mauerblümchen) ISBN 978-85-260-2256-0
- 2016 – Oração dos Desesperados (Gebet der Verzweifelten)[11]

## Auszeichnungen
- 2006 – Prêmio Hutúz, ein Preis des brasilianischen Hip-Hop
- 2008 – Preis „Educador Inventor“ des Projeto Aprendiz und der UNESCO[12]
- 2009 – Prêmio Heróis Invisíveis (Gilberto Dimenstein)
- 2010 – Trip Transformadores 2010[13]
- 2010 – Orilaxé (Grupo Cultural AfroReggae)[14]
- 2011 – Preis des Gouverneurs von São Paulo, in den Kategorien „Kulturelle Integration“ (Preis der Jury und Publikumspreis) und kulturelles Highlight (Publikumspreis)[15]